# Граждане Кале
Граждане Кале́ или Горожане Кале́ — скульптура французского скульптора Огюста Родена, посвящённая одному из эпизодов Столетней войны, когда Кале, французский порт на берегу Ла-Манша, сдался англичанам после одиннадцатимесячной осады.
Город заказал Родену создание скульптуры в 1884 году, и работа была завершена в 1889 году.
На протяжении XX века копии роденовской скульптурной группы появились во многих городах мира, включая Париж и Лондон.

## Осада Кале
После длительной осады англичанами под предводительством Эдуарда III, жители Кале согласились сдаться. Эдуард обещал прекратить осаду и пощадить город, если шесть самых знатных горожан принесут ему ключи от городских ворот, а затем будут казнены в назидание остальным за упрямство.
Первым вызвался отдать свою жизнь ради спасения города один из главных богачей, Эсташ де Сен-Пьер. Его примеру последовали и другие. По требованию короля добровольцы, в исподнем белье, босыми, с повязанными вокруг шеи верёвками, согласно обычаям того времени, вынесли ему ключи от Кале. Английская королева Филиппа, тогда беременная, исполнилась жалостью к этим исхудавшим людям и во имя своего будущего ребёнка вымолила перед супругом отмену казни.

## Скульптурная группа
Идея увековечить память выдающихся земляков обсуждалась в Кале с середины XIX века. Этот монумент должен был выразить обуревавшие французов эмоции — и горечь поражения, и упоение героической жертвенностью сограждан. Но муниципалитет не находил достаточно средств, чтобы заказать памятник именитому скульптору. В 1884 году, когда Франция пыталась свыкнуться с мыслью о поражении во Франко-прусской войне, мэр Кале Деваврин организовал сбор средств на памятник по подписке и заказал скульптуру Родену.
Роден работал над группой из шести фигур с 1884 по 1888 годы. По тем временам роденовское исполнение памятника казалось крайне спорным. Заказчики ожидали скульптуру в виде одной фигуры, символизировавшей Эсташа де Сен-Пьера. Кроме того, до Родена памятники запечатлевали героические победы и с постамента господствовали над зрителями. Роден же настоял на отказе от постамента, дабы фигуры находились на одном уровне со зрителями (хотя они выполнены несколько превышающими человеческий рост). 
Впервые памятник был представлен публике в 1889 году и был встречен почти всеобщим восхищением. Ещё несколько лет прошло, прежде чем он был установлен в Кале: церемония открытия состоялась в 1895 году. Однако по настоянию городских властей он был установлен на традиционном пьедестале и с оградой. Воля скульптора, согласно которой «Граждане Кале» должны были быть размещены на земле, была исполнена только после его смерти, в 1924 году. 

Драматическое звучание всей сцены в целом, её противоречивая эмоциональная атмосфера, ощущение духовной напряжённости героев, лаконичная и в то же время глубокая характеристика каждого из них рождаются благодаря беспокойному дробному ритму композиции, резким контрастам статичных фигур и фигур, полных динамики, противопоставлению весомости масс экспрессии поз и жестов.
— БСЭ